# Lüdersdorf
Lüdersdorf es un municipio situado en el distrito de Mecklemburgo Noroccidental, en el estado federado de Mecklemburgo-Pomerania Occidental (Alemania), a una altitud de 17 metros. Su población a finales de 2016 era de 5282 habs. y su densidad poblacional, 97 hab/km².
Se encuentra próximo a las ciudades de Lübeck, Wismar y Schwerin.